# Ejecución póstuma

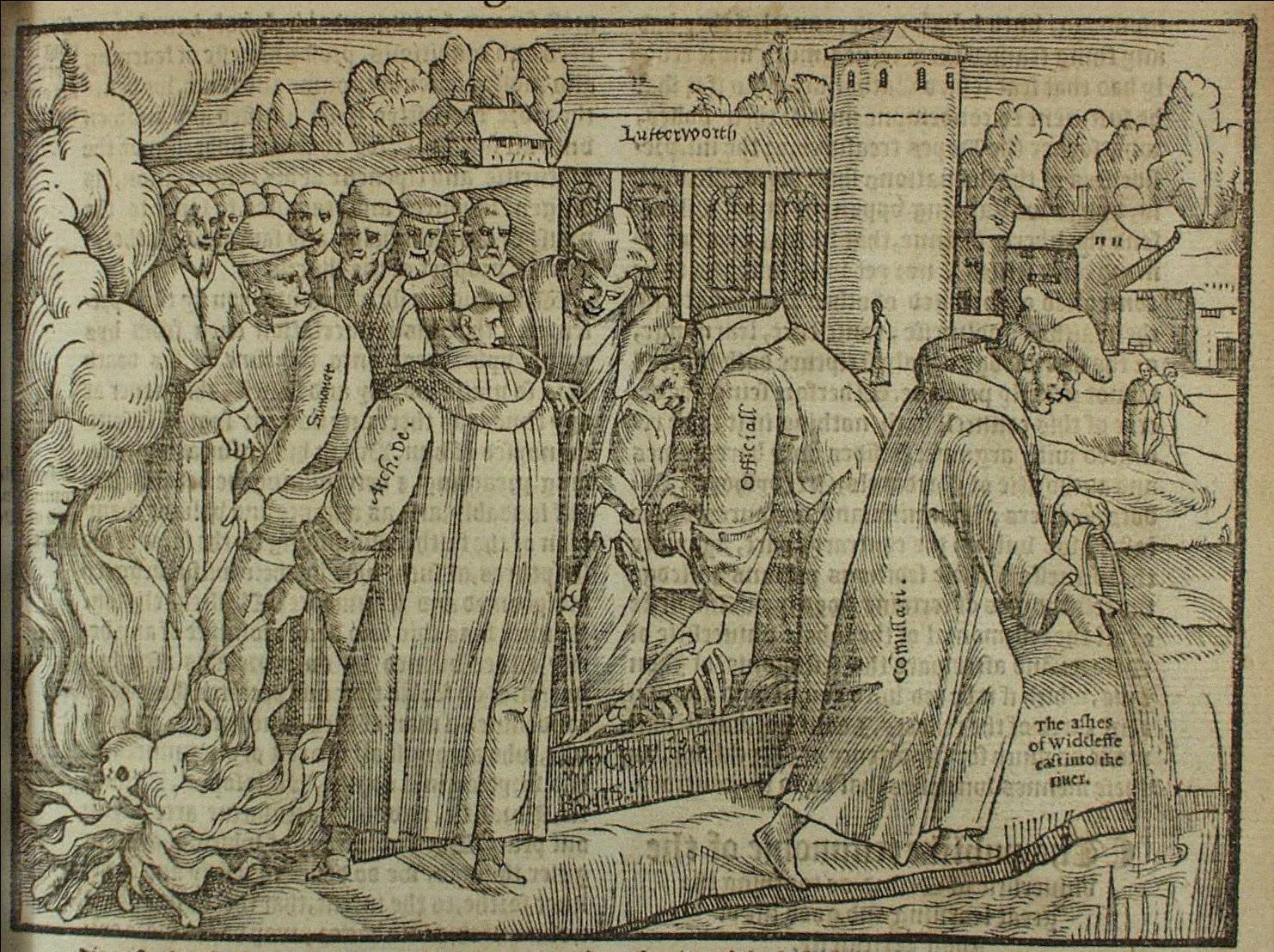
John Wickliffe fue exhumado y quemado.

La ejecución póstuma es el ritual o mutilación ceremonial de un cadáver. 

## Ejemplos
- Leonidas de Esparta fue decapitado y crucificado tras su muerte en la batalla de las Termópilas.
- Li Linfu, Canciller de la China Tang durante el reinado de Emperador Xuanzong de Tang (712-756) fue exhumado y ejecutado póstumamente acusado de crímenes de alta traición por su rival Yang Guozhong a causa de su participación en la Rebelión de An Lushan.
- El cuerpo del Papa Formoso fue exhumado y enjuiciado en enero de 897 por el Papa Esteban VI en lo que se ha llamado el Concilio Cadavérico, a cuyo término fue profanado y guardado en secreto. Posteriormente, sufriría otro agravio, cuando fue arrojado al Tíber.
- Haroldo Harefoot, rey de los anglosajones (1035–1040), hijo ilegítimo de Canuto II de Dinamarca, falleció en 1040 y su medio-hermano Canuto Hardeknut, después de sucederlo, hizo exhumar su cadáver y echarlo en un corral con animales.[1]
- John Wycliffe (1328–1384), fue quemado acusado de herejía 45 años después de su muerte.
- Vlad el Empalador (1431–1476) fue decapitado después de ser asesinado.
- Ricardo III de Inglaterra (1452–1485), quien fue enviado a la horca por su sucesor Enrique VII de Inglaterra, tras su muerte en la batalla de Bosworth. Posteriormente, su cuerpo fue profanado durante la disolución de los monasterios y, según la leyenda, fue arrojado al río Soar.
- Jacopo Bonfadio (1508–1550) fue decapitado por sodomía y, luego, su cadáver fue quemado en la hoguera por herejía.
- Pietro Martire Vermigli (1500–1562) fue quemado como hereje después de su muerte.
- Nils Dacke, líder de la revuelta campesina del siglo XVI al sur de Suecia. Resultó muerto en un enfrentamiento con soldados leales al rey Gustavo I de Suecia. Después, su cadáver fue decapitado y su cabeza fue expuesta en público.
- Gilles van Ledenberg, cuyo cuerpo embalsamado fue colgado en la horca en 1619, tras su condena de traición en el juicio de Johan van Oldenbarnevelt.
- Varios regicidas de Carlos I de Inglaterra habían fallecido antes de la Restauración del rey Carlos II de Inglaterra. El Parlamento inglés aprobó una proscripción de alta traición sobre los cuatro regicidas más prominentes: John Bradshaw, Oliver Cromwell, Henry Ireton y Thomas Pride.[2] Los cuerpos fueron exhumados y los tres primeros fueron colgados y descuartizados en Tyburn. El más destacado fue el ex Lord Protector Cromwell, cuyo cuerpo fue tirado, a excepción de su cabeza en una fosa común. La cabeza fue finalmente enterrada en 1960.[3]
- En 1811, los principales jefes de la primera etapa de la guerra de independencia de México Miguel Hidalgo, Ignacio Allende, Juan Aldama y Mariano Jiménez, fueron fusilados y posteriormente decapitados para exhibir su cabeza hasta el término de la guerra en 1821.
- En 1823, Rafael del Riego, fue ahorcado y posteriormente decapitado.
- El cuerpo de Rasputín fue exhumado en 1917 por una muchedumbre y quemado con gasolina.
- En 1918, el cuerpo del general ruso Lavr Kornílov fue exhumado por un grupo pro bolchevique, para ser golpeado y quemado.
- En 1945, el cuerpo de Benito Mussolini fue linchado, colgado de cabeza y baleado varias veces después de su ejecución por un batallón de fusilamiento.
- El general Gracia Jacques, seguidor del dictador haitiano François Duvalier ("Papa Doc") (1907–1971), cuyo cuerpo fue exhumado y ritualmente golpeado 'a muerte' en 1986.